# Pete Olson
Peter Graham "Pete" Olson, född 9 december 1962 i Fort Lewis, Washington, är en amerikansk republikansk politiker. Han representerade delstaten Texas 22:a distrikt i USA:s representanthus 2009–2021.
Olson avlade 1985 grundexamen vid Rice University och 1988 juristexamen vid University of Texas at Austin. Han tjänstgjorde i USA:s flotta 1988-1997. Han var därefter i fem år medarbetare åt senator Phil Gramm och därefter medarbetare åt senator John Cornyn fram till 2007.
Olson besegrade tidigare kongressledamoten Shelley Sekula-Gibbs i republikanernas primärval inför kongressvalet i USA 2008. Han besegrade sedan sittande kongressledamoten Nick Lampson i själva kongressvalet.
Enligt GovTrack under 2015-2017 röstnings bedömning, rankades Olson som den tredje mest konservativa medlemmen i representanthuset.
Olson hör till Förenade Metodistkyrkan. Han och hustrun Nancy har två barn.